# Goodayia
Goodayia es un género de foraminífero bentónico de la familia Allogromiidae, del suborden Allogromiina y del orden Allogromiida. Su especie tipo es Goodaya rostellatum. Su rango cronoestratigráfico abarca desde el Holoceno.

## Clasificación
Goodayia incluye a las siguientes especies:
- Goodaya rostellatum